# David Givney
David Givney es un deportista australiano que compitió en judo. Ganó dos medallas de oro en el Campeonato de Oceanía de Judo en los años 1970 y 1977.

## Palmarés internacional
| Campeonato de Oceanía | Campeonato de Oceanía | Campeonato de Oceanía | Campeonato de Oceanía |
| Año                   | Lugar                 | Medalla               | Categoría             |
| --------------------- | --------------------- | --------------------- | --------------------- |
| 1970                  | Numea (Francia)       | Medalla de oro        | –63 kg                |
| 1977                  | Melbourne (Australia) | Medalla de oro        | –65 kg                |